# 攤位
攤位，是一個臨時或固定位址，可以是商業或非牟利性質的，主要用作銷售、宣傳或籌款，常見於嘉年華會、廟會、大型展覽或一些節慶活動舉辦地點附近。
攤位會以不同物料製作而成，一些常見的物料包括鐡、木、紙製物料等。臨時性質的會以方便拆卸的部件組成，如易積架。

## 類型

### 宣傳攤檔
宣傳攤檔多擺放在繁忙街道或展覽當中，有些會配以宣傳模特兒或卡通人物等，作機構或產品的宣傳。非牟利機構、團體或政黨亦會以類似方式自我宣傳、收集市民贊助和籌款。

### 銷售
攤販會在固定或臨時的位置擺賣，如在某些地區的露天市場，商販會在特定日子如星期天售賣廉價或二手貨品。在節慶期間商販會在年宵市場或廟會等地方售賣各種應節的物品。

### 娛樂性質
嘉年華會和廟會中的遊戲攤位會提供遊戲給遊人玩樂，而街頭藝人亦有機會用上臨時攤位作表演用。

### 書目
- Kaplan, David E., and Alec Dubro. Yakuza: Japan's Criminal Underworld, exp. ed. Berkeley: University of California Press, 2003. ISBN 0-520-21561-3, ISBN 0-520-21562-1.